# Оравска Ясеніца
Оравска Ясеніца (словац. Oravská Jasenica) — село, громада округу Наместово, Жилінський край. Кадастрова площа громади — 23,68 км².
Населення 1879 осіб (станом на 31 грудня 2018 року). Протікає річка Веселянка.

## Історія
Оравска Ясеніца згадується 1588 року.

## Населення
| Рік:            | 1994. | 2004.    | 2014.    | 2024.    |
| --------------- | ----- | -------- | -------- | -------- |
| Кількість осіб: | 1412  | 1575     | 1789     | 1992     |
| Різниця:        |       | +11,54 % | +13,58 % | +11,34 % |

| Рік:            | 2023. | 2024.   |
| --------------- | ----- | ------- |
| Кількість осіб: | 1973  | 1992    |
| Різниця:        |       | +0,96 % |